# Михайфи, Эрнё
Эрнё Михайфи (венг. Ernő Mihályfi; 3 сентября 1898, Ноград, Австро-Венгрия — 20 ноября 1972, Будапешт) — венгерский политический и государственный деятель, министр иностранных дел Венгрии (31 мая 1947 — 24 сентября 1947).

## Биография

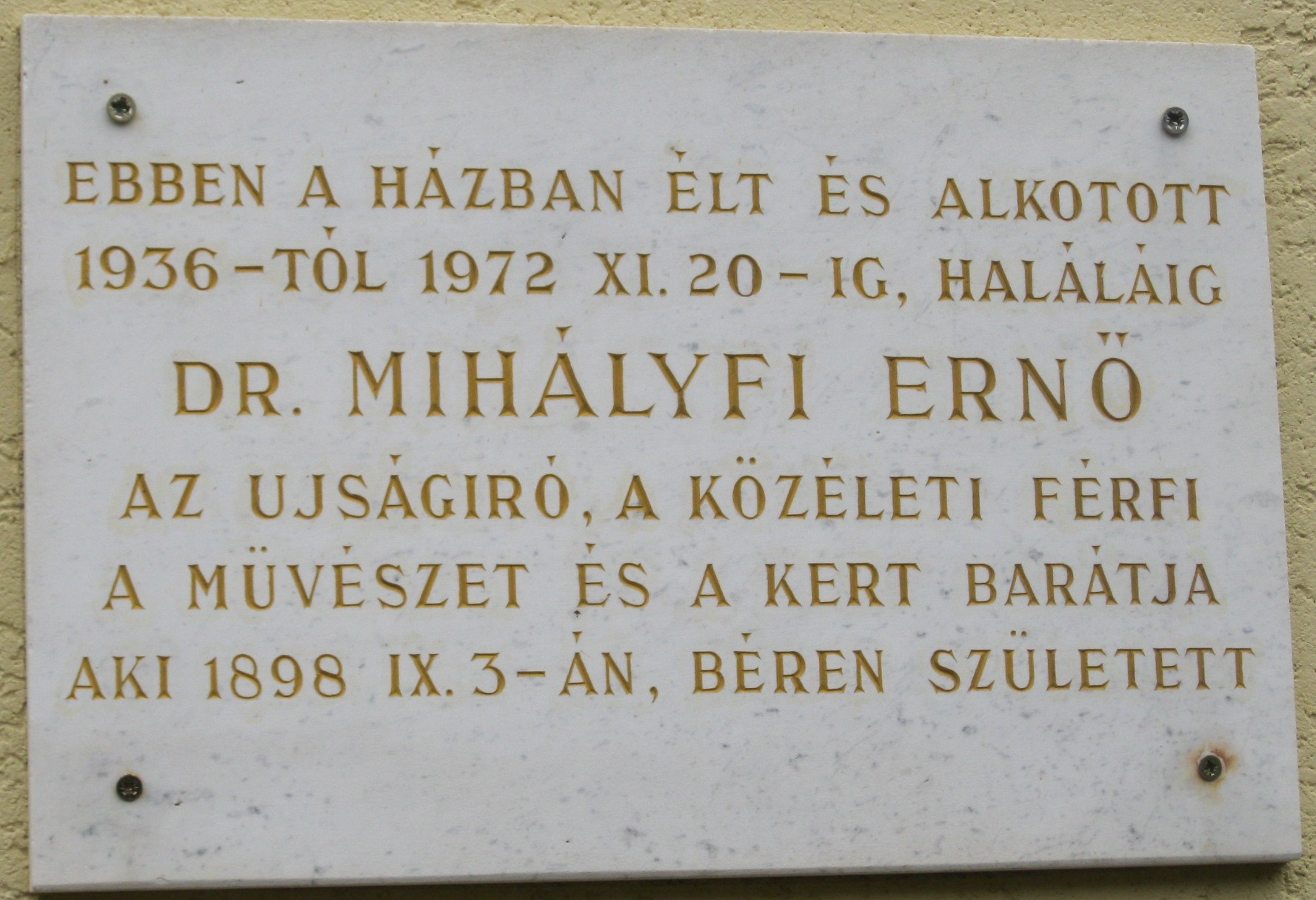
Мемориальная таблица Э. Михайфи

Окончил Будапештский университет технологии и экономики и Сегедский университет. Участник Первой Мировой войны, был солдатом на итальянском фронте. После войны работал журналистом.
С 1923 по 1924 год жил и работал в США, где работал камердинером, носильщиком и помощником клерка. С началом немецкой оккупации в марте 1944 года скрывался в родной деревне Бер. 

Член Независимой партии мелких хозяев, после Второй мировой войны стал одним из лидеров её левого крыла в составе так называемого «Круга форума», объединявшей городскую интеллигенцию. Занимал пост министра информации, а затем заместителя спикера Национальной ассамблеи Венгрии. 

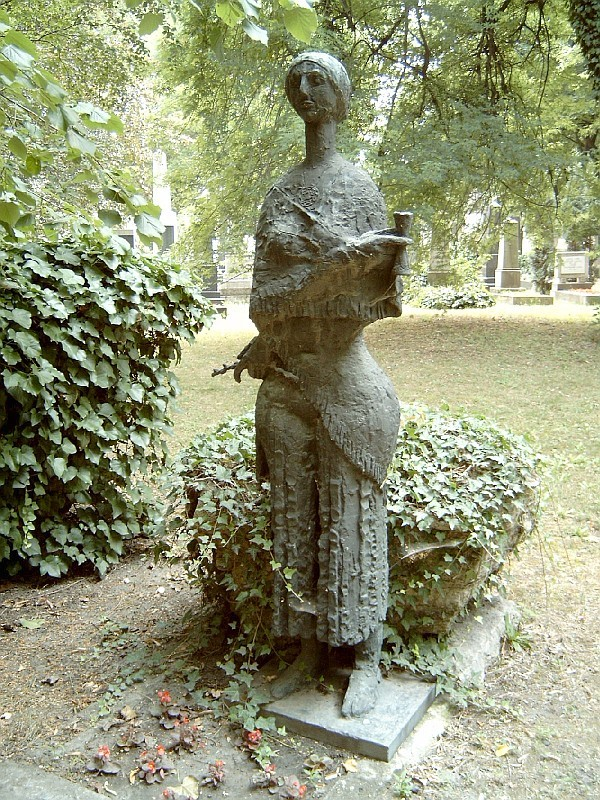
Могила Э. Михайфи

Был членом парламента до самой смерти. С 1949 по 1951 год был президентом Института культурных связей. В 1949–1951 и 1957–1972 годах был главным редактором газеты «Magyar Nemzet». Между тем, с 1951 по 1957 год он был заместителем министра культуры, в 1957–1958 годах руководил реорганизацией министерства. 
В 1956 году он занял пост всеобщего надзирателя Лютеранской церкви. Он был членом президиума Отечественного народного фронта и Национального совета мира, а также занимал пост президента Общества венгерско-советской дружбы. Похоронен на кладбище Керепеши.